# Lingua ingrica
La lingua ingrica o ingriana è una lingua baltofinnica parlata in Russia e nella regione storica dell'Ingria.

## Distribuzione geografica
Al censimento russo del 2010 risultavano 120 locutori.

### Dialetti e lingue derivate
I dialetti dell'ingrico (inkeroismurre al singolare) possono essere classificati in tre gruppi verso la costa e uno molto separato all'interno. Essi possono essere a loro volta suddivisi in sottodialetti, indicati come "sezioni" nella lista sottostante:
1. Ingrico occidentale o di Kurkola o del basso Luga (Ala-Laukaan inkeroismurre / nižnelužkij dialekt): Ingria occidentale, nella penisola di Kurkola, nel basso Luga e Rosona
- regione di Kurkola: località di Pärspää/Lipovo, Kurkola/Kurgolovo, Kiiskala/Tiskolovo, Konnu/Konnovo, Hakaja/Gakovo, Kirjamo, Viipiä/Vyp'e.
- regione del basso Luga: località di Laukaansuu/Ostrov, Struupa/Strupovo, Täkäväljä, Narvusi/Kuzëmkino, Ropsu/Ropša.
- regione di Rosona: località di Sudela/Volkovo, Vänäkülä/Il'kino/Vänäkylä, Feodermaa/Fëdorovka, Kotko/Orly, Haaviko/Kejkino/Haavikko.

2. Ingrico centrale o di Soikkola (Soikkolan ja Kaprion inkeroismurteet / sojkinskij dialekt): Ingria centrale, nella penisola di Soikkola, nella regione sudoccidentale del territorio di Kaprio/Kapor'e.
- regione di Soikkola: località di Kolgompää/Kolgompja, Repola, Loka, Mättähä/Gorki, Metsäkülä/-/Metsäkylä, Voloitsa/Valjanicy, Hamala/Gamolovo, Iljasta/Novoe Garkolovo, Harkola/Staroe Garkolovo, Viistina/Vistino, Tarinaisi/Andreevšcina, Ruutsia, Venakontsa/Votskij Konec, Tammikontu, Soikola/Sojkino/Soikkola, Koskina/Koškino, Saarove/Jugantovo, Oussimäki, Säädina/Slobody, Uusikülä//Uusikylä, Koskisenkülä/Koskolovo/Koskisenkylä.
- regione di Kaprio: località di Taatsoi/Semejskoe, Koloka/Golovkino.

3. Ingrico orientale o del Hevaha (Hevaan inkeroismurre / xèvanskij dialekt): Ingria orientale, parte occidentale del Golfo di Kaprio, bacino del Hevaha, costa orientale fino a nord di Lomonosov.
- regione sudoccidentale: località di Kernovo/Kernovo, Ülä-Luuska/Verxnie Lužki.
- regione centrale o del Hevaha: località di Vääskülä/Staroe Kališce, Kangaspää/Novoe Kališce, Lentisi/Lendovšcina/Lenttisi, Miinala/Minala, Murdove/Murdovšcina/Murtove, Vepsä, Hevaha/Kovaši/Hevaa, Sürjä/Sjurja, Töntölä/Teptelevo, Huurala/Šiškino, Koskove/Lomonosovo/Koskove.
- regione nordorientale o costiera: località di Kandokülä/Kandokjulja/Kantokylä, Ühimägi/Krasnaja Gorka, Tieriigola/Malaja Ižora/Tieriikola.

4. Ingrico meridionale o dell'Oredež (Ylä-Laukaan inkeroismurre oppure Oredežin inkeroismurre / oredežskij dialekt): Ingria meridionale, in un'area interna a sud dell'alto corso dell'Oredež, affluente settentrionale del Luga, verso il confine sudoccidentale dell'oblast' di Leningrado, molto distante dagli altri tre gruppi; località di Nizovka/Nizovka, Tšaštša/Caštša, Novinka/Novinka, Ozerešno/Novinka, Olhovets/Ol'xovcy.

## Alfabeto
La lingua ingrica utilizza l'alfabeto latino ed è così composto: Aa Bb Cc Dd Ee Ff Gg Hh Ii Jj Kk Ll Mm Nn Oo Pp Rr Ss Šš Tt Uu Vv Yy Zz Žž Ää Öö.